# Фінляндський залізничний міст
Фінляндський залізничний міст (рос. Финля́ндский железнодоро́жный мост, також фін. Suomen rautatiesilta) — одноколійний розвідний міст через Неву на Фінляндській сполучній залізничній гілці, відкритий у 1913 році. У 1983-1985 рр. майже впритул до нього був збудований другий міст, що точно відтворює конструкцію першого, і на даний момент це є фактично два мости під однією назвою. Верховий міст призначений для руху потягів у східному напрямку (у сторону Ладозького вокзалу), низовий — для руху у західному напрямку з виходом на московський напрямок. Міст є пам'яткою історії та культури.
За конструктивним та композиційним рішенням він є найближчим до Большеохтинського мосту. Схожа конструкція була використана у проєктування залізничного мосту через річку Даугаву у Ризі.

## Розташування
Вище за течією Неви розташований Володарський міст, нижче — міст Олександра Невського.
Найближчі станції метрополітену — «Новочеркаська» і «Площа Олександра Невського».

## Назва
28 жовтня (10 листопада) 1913 року міст отримав назву Імператора Олександра І. Використовувалася також назва Новий. Після революції за мостом закріпилася назва Фінляндський на честь Фінляндської залізниці, що проходить по ньому.

## Історія
Необхідність побудови мосту, що має сполучати Фінляндську залізницю з іншими залізницями країни виникла вже наприкінці ХІХ століття (до побудови мосту сполучення між цими залізницями здійснювалося через Літейний міст). У 1906 році було визначено трасу майбутнього мосту. Розглядався варіант сполученого мосту з можливістю екіпажного та пішохідного руху, проте міська управа відмовилася виділити на це додаткові кошти. У травні 1910 року Інженерна рада Міністерства шляхів сполучення схвалила проєкт інженерів М. А. Бєлелюбського, Г. Г. Кривошеїна, І. Г. Александрова та архітектора В.П. Апишкова. За конструктивним та композиційним рішенням міст є близьким до Большеохтинського мосту. Будівництво велося з 1910 по 1912 рік здебільшого за кошт Великого Князівства Фінляндського, оскільки цей міст був стратегічно важливими для Князівства, адже з'єднував фінські залізниці із системою російських залізниць.
На лівому березі для під'їзду до мосту від станції Глухоозерська у 1911—1913 роках за проєктом данської фірми «Христиані та Нільсен» під керівництвом Г. П. Передерія була споруджена залізобетонна багатопролітна рамна естакада, довжина якої склала більше 610 м. Вона складалася із однопролітних чотиристійкових залізобетонних рам з прольотами по 13,8 м, на консольні виступи яких опиралися залізобетонні балки підвіски. З метою підвищення поперечної стійкості естакади стійки рам були нахилені та розсунуті в сторони. Це була одна із найбільших залізобетонних споруд, збудованих у Росії до 1917 року. На правому березі був споруджений металічний шляхопровід.
Рух мостом був відкритий 14 жовтня 1913 року, а в остаточну експлуатацію міст був прийнятий 26 квітня 1914 року. Міст п'ятипролітний з центральним двокрилим розвідним прольотом та боковими металічними прольотами у вигляді арочних двошарнірних ферм із затяжкою, з їздою понизу. Міст був одноколійний.
У 1983—1987 було проведено реконструкцію мосту: були розширені устої та опори, з низової сторони встановлені нові пролітні споруди, що повторюють обриси арок старого мосту та влаштовано однокрилий проліт системи, що розкривається. Проєкт реконструкції був розроблений в інституті «Ленгіпротрансмост» групою інженерів: А. К. Васіним, К. Е. Паліциним, О. Ю. Русіним, Н. Д. Шиповим, В. П. Курцевим та архітектором Ю. Ю. Сініциним. Генеральним підрядником був трест «Мостострой-6». Устаткування для розвідного прольоту було виготовлене на Ленінградському металічному заводі.
Після відкриття нового мосту у 1988 році старий міст був закритий для руху поїздів та поставлений на капітальний ремонт через серйозні корозійні пошкодження. У 1994 році на ньому були демонтовані розвідний проліт та механізм розведення мосту.
У 2002—2003 рр. у зв'язку з будівництвом Ладозького вокзалу було проведено капітальний ремонт старого мосту, в ході якого були змонтовані новий розвідний проліт вертикально-підйомної системи, розвідний механізм, відремонтовані вежі, замінені опорні частини, проведений ремонт руслових опор шляхом спорудження сталевобетонної рубашки у залишаній опалубці із застосуванням методу підводного бетонування. Також була капітально відремонтована і прилегла до мосту естакада, було проведено повну заміну 43 опор та 42 прольотів. Роботи були завершені у січні 2003 року. Загальна вартість робіт склала близько 900 млн рублів. Роботами з реконструкції керували інженери шляхів сполучення Ю. А. Ар'єв, Р. Г. Боков, В. Я. Дідов, Ю. Г. Павлов, Б. И. Цвєтков, С. П. Становой та О. Н. Ашуров.

## Конструкція
Мостовий перехід завдожки 1160 м складається із чотирьох арочних металічних пролітних споруд довжиною по 100 м, металічної розвідної пролітної споруди довжиною 45,2 м у русловій частині, естакади та шляхопроводів загальною довжиною 700 м із бетонних балок. Довжина руслової частини мосту — 513,5 м. Схема розбивки на прольоти: 24,3 + 2×100,48 + 2×100,48 + 39,6 м.
Стаціонарні пролітні споруди виконані у вигляді арочних двошарнірних ферм із затяжкою, з їздою понизу. Головна ферма арочної пролітної споруди складається із двох арочних поясів, з'єднаних між собою розкосами та стійками. Будівельна висота арок до рівня опор — 22,3 м.

Розвідний проліт з низової сторони перекритий однокрилою пролітною спорудою системи, що розкривається, із міцно прикріпленою противагою та нерухомою віссю обертання. З верхової сторони — вертикально-підйомний (маса — 120 т, маса двох противаг — 203 т, висота підйому над ординаром — 51,0 м, висота веж складає 40 м). Величина прольоту у світлі 44,7 м.
Міст призначений для руху залізничного транспорту. На правому та лівому берегах влаштовані транспортні естакади.
Через те, що міст є стратегічним об'єктом та постійно охороняється озброєною охороною, доступної інформації про його технічні дані небагато. Через загрозу терактів у 1980-тих рр. пішохідний рух мостом був заборонений. За часів СРСР робітники підприємств, що жили на одному березі, а працювали другому, могли перейти його лише за наявності спеціальних пропусків, які оформлювалися у місцях їх працевлаштування.
На лівобережній опорі зі сторони проспекту Обухівської оборони встановлено пам'ятну дошку із назвою мосту (відреставрована у 2016 році).

## Експлуатація
21 серпня 1963 року нижче за течією від мосту приводнився пасажирський літак Ту-124.
У 1983 році у міст врізався рефрижератор «Комсомолець Татарії» з 500 тоннами ряпушки на борту. Отримавши пробоїну та пройшовши ще декілька сотень метрів, він пішов під воду посередині Неви, на півшляху до мосту Олександра Невського.

## Час розведення мосту
Станом на 2012 рік міст розводився один раз за ніч, між 02:50 та 05:30, дозволяючи рух для вищих суден між 02:40 та 05:10. Навігація річкою влітку проходить із 20 квітня по 20 листопада щороку із незначними відхиленнями залежно від погодних умов. Час розведення мосту лишається постійним протягом певного навігаційного сезону, за необхідності кожні декілька років до графіку вносяться коректури.

## Галерея

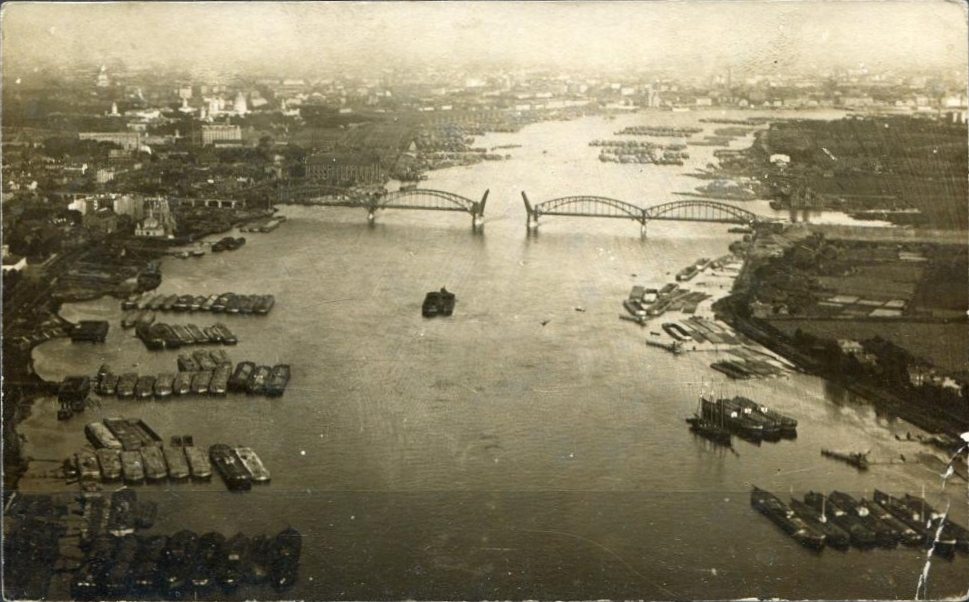
Міст у перші роки після відкриття (видно двокрилий розвідний проліт)
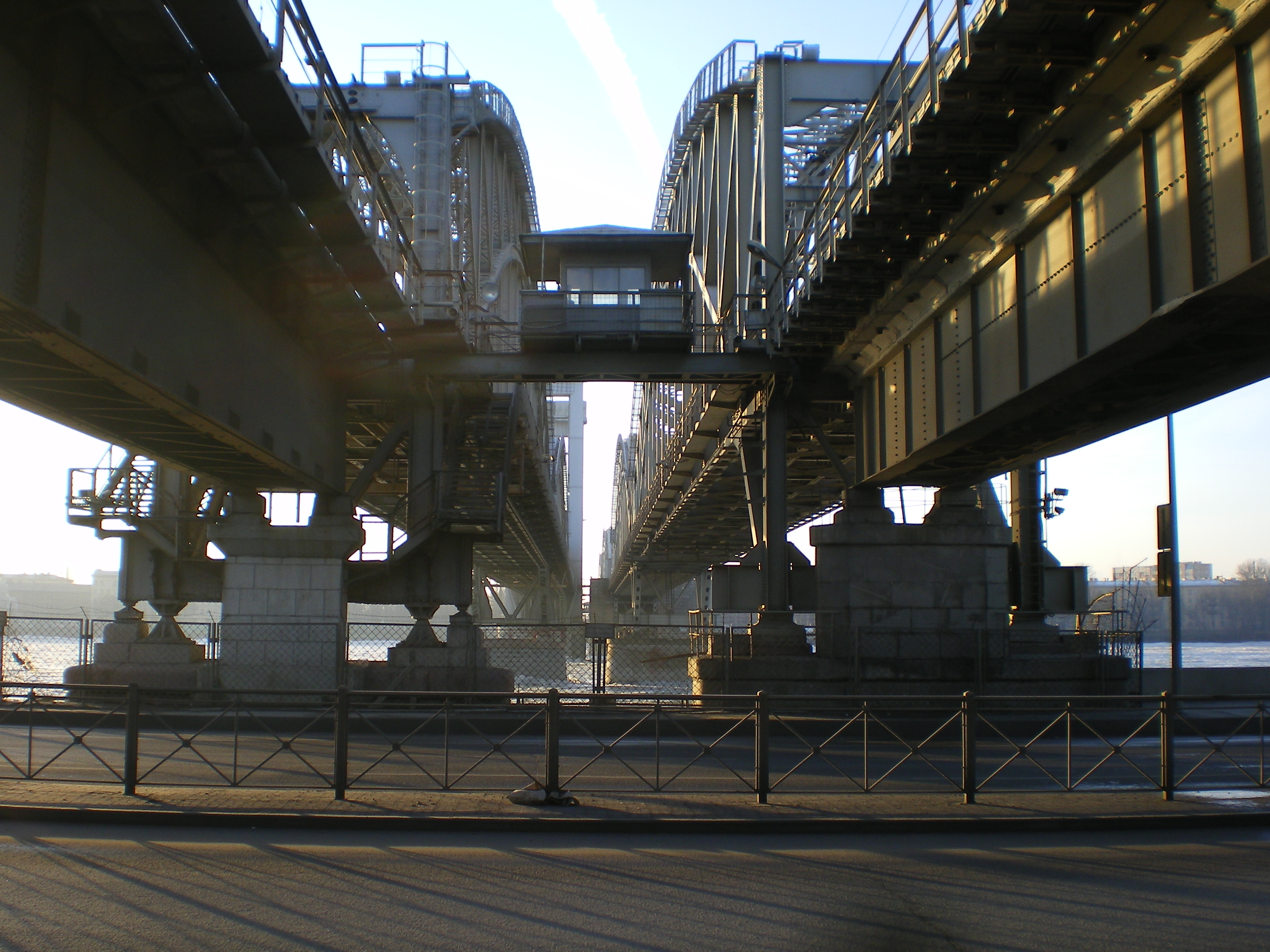
Фінляндський залізничний міст, правий берег. Посередині пост охорони.
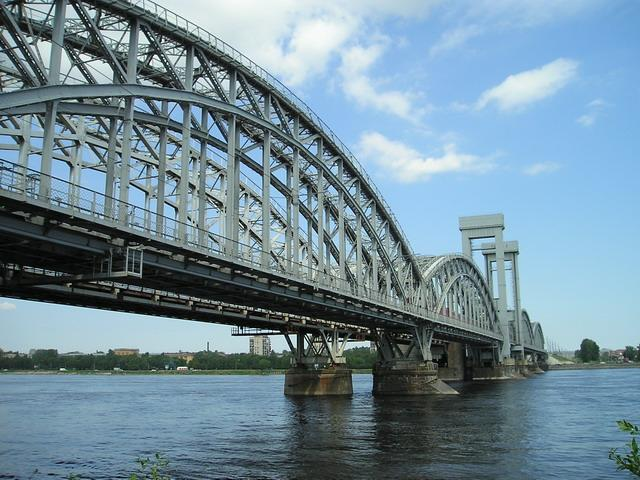
Фінляндський залізничний міст
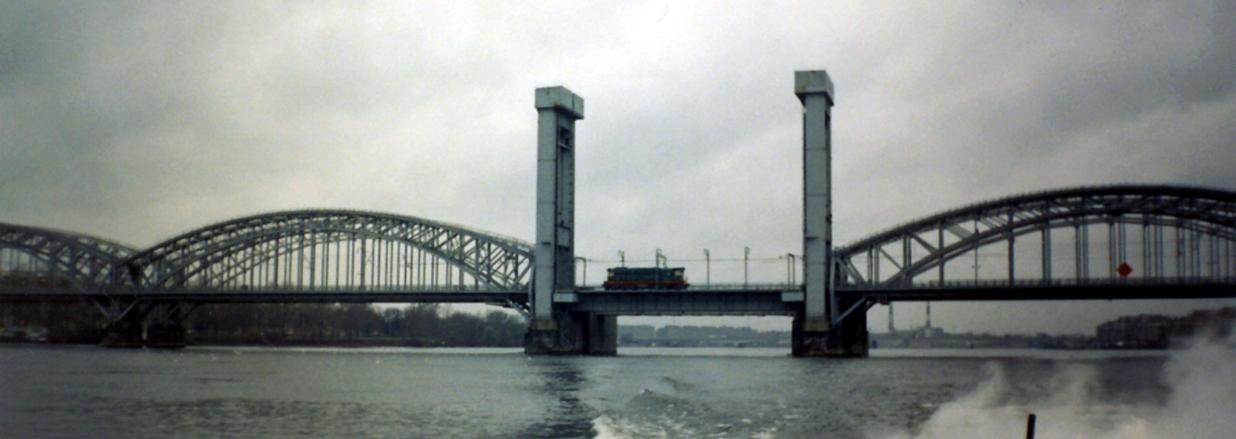
Фінляндський залізничний міст, 2004 рік
Фінляндський залізничний міст вночі